# Per Noste
Per Noste é uma associação francesa fundada em Orthez em 1960 sob o nome de Per Nouste com o objetivo de defender e promover a língua e a cultura occitanas de Gasconha. O seu presidente fundador é Roger Lapassade.
Entre os vinte e seis membros fundadores estão Robert Darrigrand, Pierre Tucoo-Chala, e Xavier Ravier. A eles se juntam Michel Grosclaude em 1965. A associação publica muito cedo obras destinadas ao ensino da língua.
A associação funcionou como uma seção do Institut d'Estudis Occitans para o departamento dos Pirenéus Atlânticos até 2009 e iniciou e promoveu numerosos projetos como uma escola com sistema de ensino Calandreta, o grupo musical Nadau e o centro cultural Ostau Bearnés.

## Atividades de edição
Em 1967, lança a revista Per Nouste que se torna Per Noste em 1968 e País Gascons em 1979. ·  A sua atividade está principalmente centrada na edição de livros em occitano de Gasconha ou sobre a Gasconha.